# The Rokstarr Collection
The Rokstarr Collection è la prima raccolta del cantante britannico Taio Cruz, pubblicata il 20 settembre 2010 dalla Island Records.

## Il disco
Secondo il sito ufficiale di Cruz, l'album unisce «i più grandi successi dell'album di debutto di Taio Departure e del recente album Rokstarr». The Rokstarr Collection include tutti i singoli di Cruz dei primi due album in studio, ad esclusione di No Other One. L'album inoltre include la versione statunitense di Break Your Heart realizzata in collaborazione con Ludacris.

## Tracce
1. Dynamite - 3:23
2. Break Your Heart - 3:22
3. Dirty Picture (featuring Ke$ha) - 3:39
4. Take Me Back (featuring Tinchy Stryder) (Version D^) - 3:27
5. Come On Girl (featuring Luciana) - 3:33
6. Forever Love - 4:12
7. She's Like a Star - 3:38
8. I Just Wanna Know - 3:58
9. I'll Never Love Again - 3:48
10. Falling in Love - 3:31
11. I Can Be - 3:46
12. Higher - 3:08
13. Moving On - 3:52
14. Feel Again - 3:37
15. Break Your Heart (featuring Ludacris) - 3:05

Digital Deluxe Edition
1. Dynamite (Arcade Dance Mix)
2. Dynamite (Video)
3. Break Your Heart (Video)
4. Dirty Picture (Video)
5. Take Me Back (Video)
6. Come On Girl (Video)
7. She's Like a Star (Video)
8. I Just Wanna Know (Video)
9. I Can Be (Video)
10. Moving On (Video)

## Classifiche
| Classifica (2010) | Posizione massima |
| ----------------- | ----------------- |
| Regno Unito       | 16                |
| Regno Unito (R&B) | 2                 |